# 죽여줘! 제니퍼
《죽여줘! 제니퍼》(영어: Jennifer's Body)는 카린 쿠사마가 감독한 미국의 2009년 블랙 코미디 공포 영화이다. 이 영화는 메건 폭스를 중심으로 한 10대들이 이끌고 간다.
미국과 캐나다에서 2009년 9월 18일 개봉하였다.

## 줄거리
어니타 "니디" 레즈니키는 현재 정신 병원 독방에 감금된 상태이다. 니디는 어쩌다가 자신이 이렇게 됐는지를 설명하며 과거를 더듬어 나간다.
미네소타주 데블스케틀의 한 시골 마을. 니디와 어릴 때부터 절친인 고등학교 기수단의 섹시한 단장 제니퍼 첵은 학교 최고의 퀸카로, 학교의 모든 여학생들은 그녀와 친구가 되고 싶어하고, 모든 남학생들은 그녀와 잠자리를 하고 싶어 한다. 반면 니디는 별 인기가 없고 공부 밖에 모르는 평범한 여학생이다.
어느 날 제니퍼는 인디 록 밴드 로숄더의 공연을 보러갔다가 로숄더가 재물과 명성을 얻기 위해 벌인 사탄 숭배 의식에 처녀 희생 제물로 바쳐지는데, 제니퍼는 사실 처녀가 아니었던 터라 악마에게 영혼을 지배 당하는 신세가 된다. 서큐버스가 된 제니퍼는 같은 학교 남학생들을 한 명씩 잔인하게 살해해 나간다.
평생을 제니퍼의 그늘 속에서 살아온 니디는 제니퍼의 살인 행각을 막아 마을의 남학생들을 보호하기로 결심하는데…

## 출연
- 메건 폭스 - 제니퍼 첵 역
- 어맨다 사이프레드 - 어니타 "니디" 레즈니키 역
- 애덤 브로디 - 니콜라이 울프, 로숄더 멤버 역
- 조니 시먼스 - 칩 도브, 니디의 남자친구 역
- J. K. 시먼스 - 로블레스키 씨, 교사 역
- 에이미 시데리스 - 토니 레즈니키 역
- 카일 갤너 - 콜린 그레이, 이모족 역
- 신시아 스티븐슨 - 도브 부인 역
- 크리스 프랫 - 로먼 두다 경관 역
- 캐리 겐젤 - 첵 부인 역
- 빌 페이거바키 - 조너스의 아버지 역
- 랜스 헨릭슨 - 운전자 역
- 이브 할로 - 고스족 여자애 1 역
- 제너비브 버크너 - 고스족 여자애 2 역

## 기타 제작진
- 공동 제작: 브래드 밴애러건
- 배역: 하이키 브랜드스태터, 민디 마린, 코린 메이어스
- 미술: 아빈더 그레이왈
- 세트: 조앤 러블롱크
- 의상: 커티아 스태노

## 사운드트랙
미국에서 2009년 8월 25일 발매되었다.
곡 목록
1. "Kiss with a Fist"
2. "New Perspective"
3. "Teenagers"
4. "New in Town"
5. "Finishing School"
6. "Through the Trees"
7. "Time"
8. "I Can See Clearly Now"
9. "Chew Me Up & Spit Me Out"
10. "Toxic Valentine"
11. "I'm Not Gonna Teach Your Boyfriend How to Dance with You"
12. "Death"
13. "Celestial Crown"
14. "Little Lover's So Polite"
15. "Ready for the Floor"

## 홈 미디어
DVD가 2009년 12월 29일 미국 및 캐나다에서 발매되었으며, 호주에서는 2010년 5월 18일에 발매되었다.

## 같이 보기
- 진저 스냅 (영화)